# Riccardo Scamarcio
Riccardo Scamarcio (Trani, 13 de noviembre de 1979) es un actor italiano.

## Biografía
Graduado de la Escuela Nacional de Cine en Roma, comenzó con algunas fotonovelas y en 2001 participó en la serie de televisión Ama il tuo nemico 2 y Compagni di scuola, con Laura Chiatti entre otros. Ambas fueron retransmitidas por RAI Due. Tras destacar en la película La meglio gioventù de Marco Tullio Giordana (en la que apenas intervino unos minutos), apareció en Ora o mai più, dirigida por Lucio Pellegrini. 
A su primer largometraje, en 2003, Prova a volare, dirigido por Lorenzo Cicconi Massi; le siguió Tre Metri Sopra il Cielo (con Katy Saunders y Maria Chiara Augenti) adaptación de la novela homónima de Federico Moccia, gracias al cual consiguió darse a conocer, especialmente entre los jóvenes. El éxito fue tal que se convirtió en un símbolo sexual y uno de los hombres más populares. Posteriormente trabajó en Texas, dirigida por Fausto Paravidino y formó parte del elenco de Romanzo criminale, dirigida por Michele Placido.
En 2006, fue el protagonista de la miniserie de televisión La freccia nera, emitida por Canal 5, en la que compartió protagonismo con Martina Stella. Ese año participó en otras cuatro películas, que se estrenaron en 2007: Mio fratello è figlio unico, dirigida por Daniele Luchetti, Manuale d'amore 2. Capitoli successivi, dirigida por Giovanni Veronesi, Go Go Tales, dirigida por Abel Ferrara, y Ho Voglia di Te (con Laura Chiatti y repite con Katy Saunders y Maria Chiara Augenti), adaptación de la novela de Federico Moccia dirigida por Luis Prieto. 
En mayo de 2007 comenzó la filmación del thriller Colpo d'occhio, dirigido por Sergio Rubini, que llegó a los cines en 2008. También volvió a ponerse a las órdenes de Abel Ferrara en Pericle il nero.
En 2009 compartió cartel con Pierfrancesco Favino en la película Il grande Sogno, dirigida por Michele Placido. También lo veremos en una nueva saga donde interpretará el bandido Renato Vallanzasca.

## Filmografía

### Películas
- Desaparecidos en la Noche (2024)
- A Haunting in Venice (2023)
- Race for glory (2023)
- L'ombra di Caravaggio, de Michele Placido (2022)
- Quasi orfano, de Umberto Carteni (2022)
- L'ombra del giorno, de Giuseppe Piccioni (2022)
- Tres pisos, de Nanni Moretti (2021)
- La escuela católica (La scuola cattolica) 2019
- Lazos malditos (2020)
- Los despiadados (2019)
- Les traducteurs (2019)
- John Wick: Chapter 2 (2017)
- Nessuno si salva da solo - Gae (2016)
- Burnt (Una buena receta) - Max (2015)
- The Golden Boy (2014)
- Cosimo e Nicole (2012)
- Il rosso e il blu (2012)
- A Roma con amor (2012)
- Manuale d'amore 3 (2011)
- Pericle il Nero (2011)
- L'uomo nero - Pinuccio (2010)
- 11 minuti (2010)
- Mine vaganti (2010), conocida en España como Tengo algo que deciros
- La prima linea' - Sergio Sergio (2009)
- Il Grande sogno' - Nicola (2009)
- Italians' - Marcello Polidori (2009)
- Edén al Oeste - Elias (2009)
- Colpo d'occhio - Adrian (2008)
- Prova a volare - Alessandro (2007)
- Go Go Tales - Doctor Steven (2007)
- Mi hermano es hijo único - Manrico Benassi (2007)
- Ho voglia di te - Step (2007)
- Manuale d'amore 2 - Nicola (2007)
- Romanzo criminale - Il Nero (2005)
- Texas - Gianluca Baretti (2005)
- L'uomo perfetto - Antonio (2005)
- L' Odore del sangue (2004)
- Tre metri sopra il cielo - Step (2004)
- Ora o mai più - Biri (2003)
- La mejor juventud - Andrea Utano(2003)

### Series
- Maradona, sueño bendito (2021) como Carmine Giuliano[3]
- My Heaven Will Wait (2013)
- El misterio del agua (2011)
- La freccia nera - Marco di Monforte (2006)
- Compagni di scuola - Michele Reale (2001)
- Io ti salverò (2001)
- Ama il tuo nemico 2 (2000)

### Video
- Drammaturgia de Le Vibrazioni (2008)
- Insolita de Le Vibrazioni (2008)
- Meraviglioso de Negramaro (2008)
- Ti scatterò una foto de Tiziano Ferro (2007)

### Teatro
- I tre moschettieri (2004)
- Non essere (2003)
- Romeo et Giuliette (2010)

### Cortometrajes
- Diarchia (2010) de Ferdinando Cito Filomarino
- Le mani in faccia (2003)

## Premios y distinciones
Festival Internacional de Cine de Venecia
| Año  | Categoría                                     | Película        | Resultado |
| ---- | --------------------------------------------- | --------------- | --------- |
| 2009 | Premio Francesco Pasinetti - Mención especial | Il grande sogno | Ganador   |